# Pulmonaria saccharata
Pulmonaria saccharata Mill., 1768 è una pianta della famiglia Boraginaceae.

## Distribuzione e habitat
La specie è un endemismo della parte sud-orientale della Francia.
Le popolazioni di Pulmonaria dell'Italia settentrionale e centrale, in passato assimilate a questa entità, sono state recentemente attribuite alla specie Pulmonaria hirta.